# Liste der Monuments historiques in Thaumiers
Die Liste der Monuments historiques in Thaumiers führt die Monuments historiques in der französischen Gemeinde Thaumiers auf.

## Liste der Bauwerke
| Bezeichnung                                    | Beschreibung              | Standort | Kennzeichnung | Schutzstatus | Datum | Bild           |
| ---------------------------------------------- | ------------------------- | -------- | ------------- | ------------ | ----- | -------------- |
| Kirche St-Saturnin                             | Erbaut im 12. Jahrhundert | (Lage)   | PA00096913    | Classé       | 1911  | weitere Bilder |
| Schloss Thaumiers, genannt Château de la Forêt | erbaut im 15. Jahrhundert | (Lage)   | PA00096912    | Inscrit      | 1979  | weitere Bilder |

## Liste der Objekte
- Monuments historiques (Objekte) in Thaumiers in der Base Palissy des französischen Kultusministeriums